# Nizozemske dežele
Nizozemske dežele (nizozemsko de Lage Landen, francosko les Pays Bas, angleško Low Countries) ali zgodovinsko tudi Nizozemske (nizozemsko de Nederlanden), je obalna nižinska regija v severozahodni Evropi, ki jo sestavlja spodnje porečje rek Ren, Meuse in Šelda, ki so se v srednjem veku razdelile na številne pol neodvisne kneževine, ki so se utrdile v današnji Belgiji, Luksemburgu in Nizozemski, pa tudi v današnji Francoski Flandriji.
V preteklosti so se regije, ki nimajo dostopa do morja, politično in gospodarsko povezale s tistimi, ki imajo dostop do različnih sindikatov pristanišč in zaledjem in se raztezajo po celinskih delih do nemškega Porenja. Zato so danes nekateri deli Nizozemskih dežel pravzaprav hriboviti, kot je Luksemburg in jug Belgije. V Evropski uniji se politična skupina regije imenuje Beneluks (skrajšano za Belgija-Nizozemska-Luksemburg).
V času Rimskega imperija je območje vsebovalo militarizirano mejo in kontaktne točke med Rimom in germanskimi plemeni. Z razpadom imperija so bile Nizozemske dežele prizorišče zgodnjih neodvisnih trgovskih središč, ki so zaznamovala prebujanje Evrope v 12. stoletju. V tem obdobju so tekmovali s severno Italijo kot eno najbolj gosto naseljenih regij zahodne Evrope. Večino mest so upravljali cehi in sveti skupaj z vladarjem kot figuro; vzajemno delovanje z vladarjem je bilo urejeno s strogimi pravili, ki opisujejo, kaj lahko slednji pričakujejo od njih. Vse regije so bile v glavnem odvisne od trgovine, proizvodnje in spodbujanja prostega pretoka blaga in obrtnikov. 
Nizozemska in francoska narečja so bila glavni jeziki, ki so se uporabljali v posvetnem mestnem življenju.

## Terminologija
Zgodovinsko gledano je izraz »Nizozemske dežele« nastal na dvoru burgundskih vojvod, ki je uporabil izraz les pays de par deçà (»dežele tukaj«) za Nizozemske dežele, v nasprotju z les pays de par delà (»dežele tam«) za vojvodstvo Burgundija in svobodno grofijo Burgundijo, ki sta bili del njunega področja, vendar geografsko ločeni od Nizozemskih dežel . Guvernerka Marija Madžarska je uporabila izraze les pays de par deça in Pays d'Embas, ki sta se razvili v Pays-Bas ali Nizozemske dežele. Danes je ta izraz običajno prilagojen sodobnim političnim mejam  in se uporablja na enak način kot izraz Beneluks.
Ime države Nizozemska ima enako etimologijo in izvor kot ime za regijo Nizozemske dežele, zaradi nether, kar pomeni 'nizek' . V samem nizozemskem jeziku je De Lage Landen sodoben izraz za Nizozemske dežele, De Nederlanden (množina) pa se uporablja za področja Karla V., zgodovinske Nizozemske dežele iz 16. stoletja, za državo pa se uporablja Nederland (ednina). V uradni uporabi pa je ime nizozemskega kraljestva je še vedno Kraljevina Nizozemska, Koninkrijk der Nederlanden (množina). To ime izvira iz 19. stoletja začetka kraljestva, ki je prvotno vključevalo še današnjo Belgijo.
V nizozemščini in v manjši meri v angleščini pomenijo Nizozemske dežele Nizozemsko in Belgijo, včasih Nizozemsko in Flandrijo - nizozemsko govorečo severno Belgijo. Na primer, derbi Nizozemskih dežel (Derby der Lage Landen) je športni dogodek med Belgijo in Nizozemsko.
Belgija se je leta 1830 ločila od (severne) Nizozemske. Nova država je dobila ime iz Belgica, latiniziranem imenu za Nizozemske dežele, kot je bilo znano med osemdesetletno vojno (1568-1648). Nizozemske dežele so bile v tej vojni razdeljene na dva dela. Po eni strani se je severna zvezna Nizozemska ali Belgica Foederata uprla španskemu kralju; na drugi strani pa je južna kraljeva Nizozemska ali Belgica Regia ostala zvesta španskemu kralju.   Ta razkorak je postavil zgodnje temelje za kasnejši moderni državi Belgijo in Nizozemsko.

## Zgodovina
Regija je politično nastala v karolinškem cesarstvu; natančneje, večina ljudi v njem je bila v vojvodstvu Spodnja Lorena . Po razpadu Spodnje Lorene so Nizozemske dežele prišle pod vladavino različnih gospostev, dokler niso prišle v roke vojvod Valoijsski iz Burgundije. Zato se je velik del Nizozemskih dežel imenoval Burgundska Nizozemska, ki se je do leta 1581 imenovala tudi Sedemnajst provinc. Tudi po politični ločitvi avtonomne Republike Nizozemske (ali "združenih provinc") na severu "Nizozemskih dežel" so se še naprej uporabljale za skupno označevanje regije. Regija je bila politično začasno združena med letoma 1815 in 1839, kot Kraljevina Združene Nizozemske, preden se je ta razdelila v tri sodobne države Nizozemsko, Belgijo in Luksemburg.

### Zgodnja zgodovina
Nizozemske dežele so bile del rimskih provinc Belgijska Galija (Gallia Belgica) in Spodnja Germanija (Germania Inferior). Naseljevali so jih belgijska in germanska plemena. V 4. in 5. stoletju so frankovska plemena vstopila v to rimsko regijo in jo vedno bolj samostojno vodila. Z njimi je vladala rodbina Merovingov, po kateri je bil južni del (pod Renom) ponovno pokristijanjen.

### Frankovsko cesarstvo
Do konca 8. stoletja so Nizozemske dežele tvorile osrednji del precej razširjene frankovske dežele in  Merovinge je nadomestila rodbina Karolingov.  Leta 800 je papež okronal in imenoval Karla Velikega za cesarja obnovljenega Svetega rimskega cesarstva.
Po smrti Karla Velikega je bilo Frankovsko cesarstvo razdeljeno na tri dele med njegove tri vnuke. Srednjemu delu (Srednja Frankovska) je vladal Lotar I., zato so jo imenovali tudi »Lotaringija« ali »Lorena«. Razen prvotne obalne grofije Flandrije v zahodni Frankovski, so bile ostale Nizozemske dežele v nižinskem delu tega, Spodnja Lorena.
Po smrti Lotarja so Nizozemske dežele želeli vladarji obeh, Zahodne in Vzhodne Frankovske. Poskušali so pogoltniti regijo in jo združiti s svojimi področji vpliva. Tako so Nizozemske dežele sestavljale fevd, katerega suverenost je prebivala bodisi s frankovskim kraljestvom (987–1498) bodisi s Svetim rimskim cesarstvom. Medtem ko je za nadaljnjo zgodovino Nizozemskih dežel mogoče gledati kot na predmet nenehnega boja med tema dvema silama, je bil naslov vojvoda Lotar že stoletja v Nizozemskih deželah. 

### Vojvodina Burgundija
V 14. in 15. stoletju so bili ločeni fevdi v rokah ene družine preko mešanih zakonov. Ta proces je dosegel vrhunec v vladavini rodbine Valoijskih, ki so bili vladarji vojvodine Burgundije. V času burgundskega vpliva so Nizozemske dežele postale politično in gospodarsko središče severne Evrope, znane po svojih obrteh in luksuznih dobrinah, predvsem v zgodnjem nizozemskem slikarstvu, ki je delo umetnikov, ki so bili dejavni v cvetočih mestih Brugge, Gent, Mechelen, Leuven, Tournai in Bruselj, vse v današnji Belgiji.

### Sedemnajst provinc
Leta 1477 so burgundska gospostva na tem območju prešla preko naslednice Marije Burgundske k Habsburžanom. Nizozemske dežele so bile grobo razdeljene v Sedemnajst provinc. Karel V. je združil province v eno nedeljivo ozemlje z razglasitvijo pragmatične sankcije leta 1549, hkrati pa je ohranil obstoječe navade, zakone in oblike vladanja v provincah. Zato je Karel V. uvedel naziv Heer der Nederlanden ('Gospodar Nizozemske'). Samo on in njegov sin sta lahko uporabila ta naslov.
Pragmatična sankcija je aglomeracijo dežel spremenila v enotno entiteto, katere dediči so bili Habsburžani. Z racionalizacijo dednega prava v vseh Sedemnajstih provincah in izjavo, da jih bodo vsi podedovali, je Karel dejansko združil Nizozemsko kot enoto. Po Karlovi abdikaciji leta 1555 je Sedemnajst provinc prešlo na njegovega sina, Filipa II. Španskega.

### Oddelki
Pragmatična sankcija naj bi bila primer habsburškega tekmovanja s partikularizmom, ki je prispeval k nizozemskemu uporu. Vsaka pokrajina je imela svoje zakone, običaje in politične prakse. Nova politika, uvedena od zunaj, je razjezila mnoge prebivalce, ki so svoje pokrajine gledali kot ločene entitete. To in druga monarhična dejanja, kot so ustvarjanje škofij in razglasitev zakonov proti hereziji, so vzbudila zamere, ki so sprožile izbruh nizozemskega upora. 
Po severnih Sedemnajstih združenih provincah, ki so leta 1581 razglasile svojo neodvisnost od habsburške Španije, je deset provinc južne Nizozemske zasedla vojska Flandrije pod špansko krono in se zato včasih imenujejo Španska Nizozemska. Leta 1713 je bilo v skladu z Utrechtskim mirom, po španski nasledstveni vojni, kar je ostalo od Španske Nizozemske, prepuščeno Avstriji in je tako postala znana kot Avstrijska Nizozemska.

### Pozno moderno obdobje
Kraljevina Združene Nizozemske (1815–1830) je začasno ponovno združila Nizozemske dežele, preden se je razdelila na tri sodobne države Nizozemsko, Belgijo in Luksemburg.
V prvih mesecih prve svetovne vojne (okoli leta 1914) so centralne sile vdrle v Luksemburško nizozemsko in Belgijo, kar je postalo znano kot nemška invazija na Belgijo. To je pripeljalo do nemške okupacije obeh držav. Vendar je bil nemški napredek v Francijo hitro ustavljen, kar je povzročilo vojaški zastoj za večino vojne. Na koncu je bilo v invaziji ubitih približno 56.000 ljudi. 
V regiji se je začela druga svetovna vojna, ko so Wehrmachtove sile Adolfa Hitlerja obrnile oko na Francijo. Nizozemske dežele so bile lahka pot za spoznavanje strašne francoske Maginotove linije. Hitler je ukazal, naj se osvajanje Nizozemskih dežel izvede v najkrajšem možnem času, da bi preprečili Francozom in zavezniškim letalskim silam, da bi ogrozile vitalno nemško Porurje. Zagotovila bi tudi osnovo za dolgoročno letalsko in pomorsko akcijo proti Britaniji. Zasedati bi bilo treba čim več obmejnih območij v severni Franciji. Nemčija je uporabljala Blitzkrieg taktiko in je zasedla države v dveh tednih.
Belgija, Nizozemska in Luksemburg so bile zasedene od maja 1940 do približno maja 1945. Med okupacijo so bile njihove vlade prisiljene v izgnanstvo v Britanijo. Leta 1944 so podpisali Londonsko carinsko konvencijo, ki je postavila temelje za ekonomsko unijo Beneluksa, kar je pomembna predhodnica EGS (kasneje EU). 

## V literaturi
Ena najstarejših literarnih oseb v Nizozemskih deželah je slepi pesnik Bernlef iz okoli leta 800, ki je pel tako krščanske psalme kot poganske verze. Bernlef je predstavnik sožitja krščanstva in germanskega politeizma v tistem obdobju. 
Med prvimi primeri pisne literature so Wachtendonck psalmi, zbirka petindvajsetih psalmov, ki so nastali na območju Moselle-Frankish sredi 9. stoletja. S prevodom v vzhodni različici stare nizozemščine (stara nizka frankovščina) , vsebuje številne elemente starega nemškega jezika, ker je verjetno temeljil na srednje frankovskem izvirniku. Od njih je zelo malo ostalo. Psalmi so bili poimenovani po rokopisu, za katerega verjamejo, da so ohranjeni fragmenti morali biti kopirani. Ta rokopis je bil nekoč v lasti kanonika iz Lièga, Arnolda Wachtendoncka. Bil je nadzornik v opatiji Munsterbilzen, kjer je našel rokopis.